# Женщины во Французской Гвиане

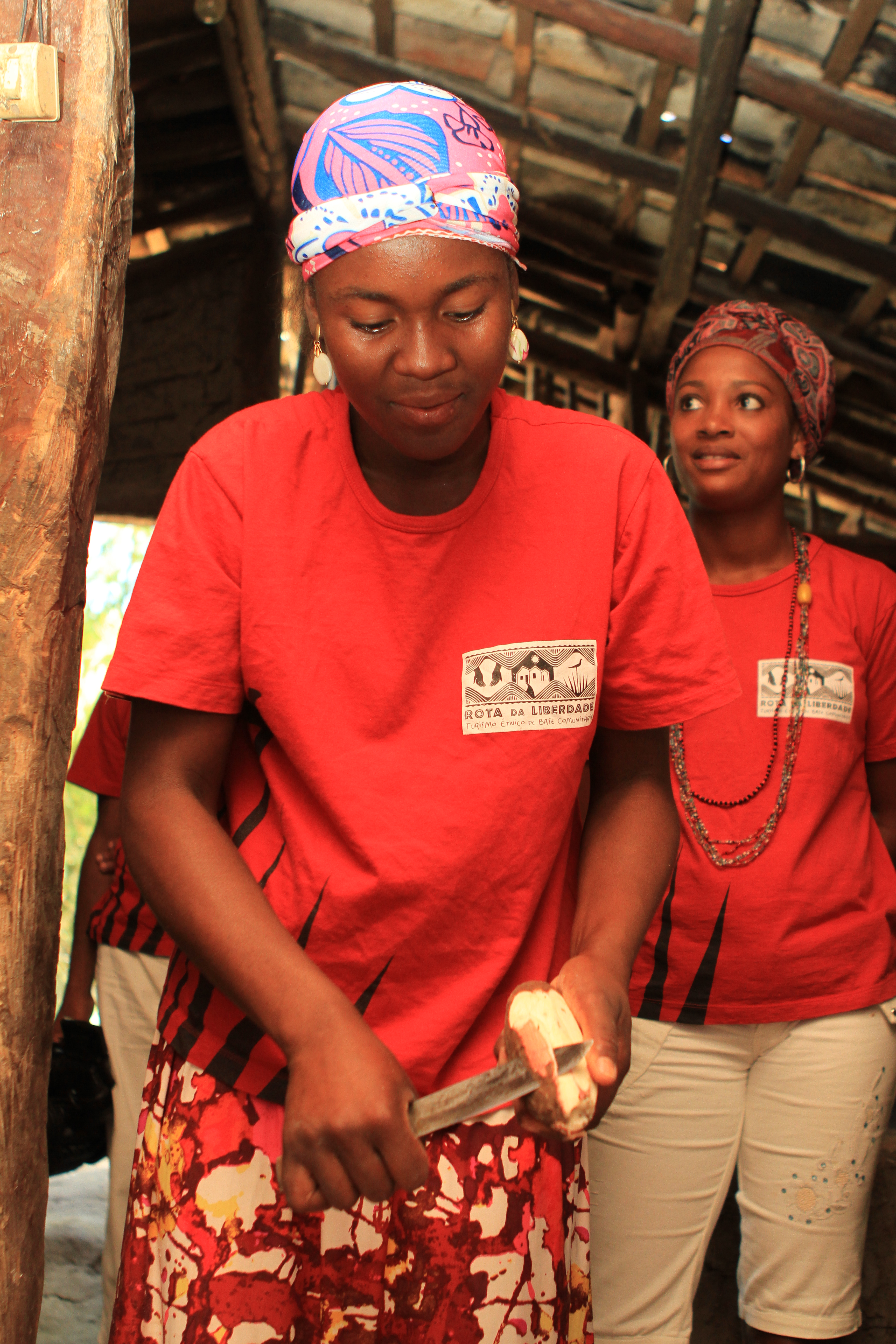
Две современные женщины Французской Гвианы. Женщина спереди чистит маниоку (Manihot esculenta).

До 70 % этнического состава населения Французской Гвианы составляют чернокожие и мулаты (включая переселенцев из Гаити, Суринама и островов Вест-Индии), 12 % — европейцы (в основном французы, а также португальцы), 3 % индейцы, 10 % — бразильцы и 5 % — потомки выходцев из различных стран Азии (Китая, Индии, Лаоса, Вьетнама и Ливана). Коренное население Французской Гвианы состоит из таких этнических групп как: мароны, кали`на, оярикуле и народ уаяна. Официальная религия — католицизм, лишь незначительная часть населения исповедует индуизм и вуду. Население сконцентрировано в узкой прибрежной полосе; внутренние районы почти безлюдны.
Хотя общества маронов Суринама и Французской Гвианы являются матрилинейными, наиболее важные посты на административном и политическом уровнях занимают мужчины. Должности гаамана (вождя племени) и кабитена (вождя деревни) традиционно являлись исключительно мужскими, и лишь у кабитена были помощники женского и мужского пола, известные как басиа. Но за последние полсотни лет роль и статус женщин Суринама и Французской Гвианы постепенно изменились. Женщины получили больше свобод и прав, и, в том числе, теперь имеют большее влияние на местную политику: женщины-кабитены были назначены в районе Нджука в 1995 году и в районе Парамака в 1998 году.

## История
До конца 1950-х годов женщинам-маронам было нелегко получить работу в обеспеченных прибрежных районах Суринама и Французской Гвианы. Те, кто имел возможность отправиться на заработки, обычно уезжали ненадолго, вскоре возвращаясь на родину. Им вовсе не позволялось выезжать за пределы территории своего племени без разрешения, и требовалось разрешение брата матери, чтобы отправиться в эти районы со своими супругами. Те женщины, которым разрешили уйти, должны были следовать правилам, установленным мужчинами племени. Наиболее важными правилами были следующие:
- Женщины, сопровождавшие своих мужей в прибрежные районы, должны были полностью подчиняться последним.
- Им, как замужним женщинам, не разрешалось общаться с мужчинами, которые не были их родственниками или которых не знали их мужья.
- Пока муж отсутствовал, жене не разрешалось ходить на церемонии или другие светские мероприятия без сопровождения.
- Жена не могла путешествовать одна без мужа.
- Жене не разрешалось вести себя непочтительно по отношению к мужу.

Если жена не соблюдала эти правила, её возвращали в родную деревню.
В начале 1960-х годов на территории Сарамака (охватывающей также небольшую часть территории Нджука) было создано искусственное озеро, что повлекло за собой переселение тысяч сарамаков и нджуков. Эти группы поселились в «деревнях переселенцев» недалеко от места под названием Паранам и недалеко от столицы Суринама Парамарибо. Большое количество женщин из переселенческих деревень получили образование в миссионерских школах. Эти женщины также поощряли своих детей, в том числе девочек, к дальнейшему получению среднего образования в Парамарибо. Свою продукцию (поделки, фрукты и т. п.) они тоже стали продавать в Парамарибо. Это постепенно привело к временным, а также постоянным поселениям маронских женщин в прибрежных районах. Помимо этой группы, существовала еще одна группа женщин, которые постоянно проживали в Парамарибо со своими супругами и работали на правительство, особенно в горно-геологической службе. Их мужья месяцами оставались в лесу, а женщины заботились о детях в городе, где они получали образование.
В период с конца 1960-х по 1980-е годы возникла тенденция к постоянной миграции женщин. Они выходили замуж за мужчин, которые работали в городе, или присоединились к живущим там родственникам. В середине 1980-х годов в Суринаме вспыхнула гражданская война, во время которой мароны бежали из своих деревень в соседнюю Французскую Гвиану или Парамарибо. В этот период многие женщины часто мигрировали одни или с детьми, но без мужчин, что вскоре привело к всплеску эмансипации.

## Социально-экономическая роль
Как уже упоминалось выше, в 1970-е годы женщины из района Сарамака, в частности, из переселенческих деревень, начали продавать свою продукцию в городе. Но, начиная с середины 1970-х, многие женщины нджука также отправлялись продавать на рынки Парамарибо. Сегодня женщины занимают важную часть двух крупных рынков Парамарибо и часть рынков в других прибрежных районах, таких как Альбина и Моенго.
Во время гражданской войны в Суринаме женщины-мароны имели больше свободы передвижения, чем мужчины. Они могли легко перемещаться через линии фронта и могли путешествовать из Парамарибо во Французскую Гвиану по суше или по морю, чтобы продавать товары. В этот период многие женщины купили дома в Парамарибо, что до середины 1970-х годов казалось невозможным. Мало того, что женщины-мароны ездили во Французскую Гвиану, они также ездили на золотые прииски. Значительная часть женщин-маронов получила образование и работала в государственных учреждениях или на предприятиях. Многие женщины-мароны регулярно или временно работают в прибрежных районах, в основном занимаясь уборкой. Однако, согласно западным стандартам, большинство женщин во Французской Гвиане по-прежнему не имеют работы.
С социальной и экономической точки зрения женщины-мароны во Французской Гвиане также добились определенной независимости благодаря получаемым ими пособиям по безработице. Хотя эти льготы ограничены, они позволяют безработным женщинам не зависеть полностью от своих мужей. Некоторые политики Французской Гвианы утверждают, что многие женщины-мароны рожают детей только из-за государственных пособий, положенных на ребёнка.

## Административно-политическая роль
Недавнее и важное изменение роли женщин в административной и политической жизни общин маронов заключается в том, что на двух племенных территориях женщины были назначены старостами деревень. На встрече в Гранд-Санти в 1994 году все племена согласились изменить систему, чтобы приспособить её к назначению женщин вождями деревень. В 1995 году вождь племени на территории Нджука назначил первых женщин-вождей деревни во всем районе Нджука на реке Тапанахони. На территории Парамака такое назначение имело место в 1998 году. О случаях назначения женщин вождями деревень в других племенных районах пока не известно. Женщины, стоящие во главе деревень, тесно сотрудничают с лидерами деревень-мужчинами, но не могут выполнять все их функции. Среди наиболее важных задач женского кабитэна можно выделить следующие:
- Они представляют вождя племени в своей деревне.
- Они представляют свою деревню на всех дискуссиях, проводимых вождём племени, на которые они приглашены.
- Именно они должны разрешать споры в своей деревне.
- Предполагается, что они председательствуют на судебных заседаниях в своём селе и выполняют функции судей.

Женщины-кабитены не могут представлять своих предков, во всяком случае, не предков деревни. Они также не могут совершать возлияния предкам — по крайней мере, не в храме старших предков, Гаан Юка Тики. Причиной того, что женщины не могут совершать возлияния в храме предков, вероятно, является менструальное табу.
Среди особых обязанностей женщин-лидеров деревень — решение различных организационных задач во время мероприятий в их родной деревне или в других, когда они делегированы для службы за пределами своей деревни. Они также больше, чем их коллеги-мужчины, связаны с женщинами-басиа, женщинами-помощницами деревенских лидеров.